# Référendums liechtensteinois de 1947
Deux référendums ont lieu au Liechtenstein les 10 janvier et 15 juin 1947.

## Référendum de janvier

### Contenu
Il s'agit d'une initiative populaire portant sur une modification des taux d'imposition sur la fortune et sur le revenu.

### Contexte
En décembre 1945, le Landtag procède à une augmentation de l'impôt sur la fortune à 1,2 pour mille et de l’impôt sur les revenus à 1,6 pour cent.
L'initiative déposée en novembre 1946 propose de revenir aux anciens taux, respectivement de 0,75 pour mille et 1 pour cent.
Le seuil de 400 inscrits ayant été atteint, l'initiative est envoyé devant le Landtag dans le cadre de l'article 64.2 de la Constitution. Le parlement la rejette le 18 décembre 1946, entraînant sa mise en votation.

### Résultats
| Choix                           | Votes | %     |
| ------------------------------- | ----- | ----- |
| Pour                            | 1 498 | 58,75 |
| Contre                          | 1 052 | 41,25 |
| Votes blancs et invalides       | 147   | –     |
| Total                           | 2 997 | 100   |
| Inscrits/Participation          | 3 218 | 93,13 |
| Source: Démocratie Directe (de) |       |       |

## Référendum de juin

### Contenu
Le référendum porte sur la construction d'une nouvelle centrale électrique, et sur l'établissement d'une société publique de gestions des centrales du pays.

### Contexte
Le Liechtenstein avait déjà en 1925 procédé à un référendum sur la construction d'une première centrale électrique à Lawena.
Le 24 avril 1947 le parlement décide d'octroyer 7,5 millions de francs suisses à la construction d'une nouvelle centrale électrique et, en parallèle, de fonder une société publique des centrales du Liechtenstein, avec un capital de 5 millions de francs suisses.
Il s'agit d'un référendum facultatif d'origine parlementaire : considérant le coût élevé du projet, le Landtag décide de soumettre le projet de loi à la votation dans le cadre de l'article 66 de la Constitution.

### Résultats
| Choix                           | Votes | %     |
| ------------------------------- | ----- | ----- |
| Pour                            | 2 173 | 90,96 |
| Contre                          | 216   | 9,04  |
| Votes blancs et invalides       | 174   | –     |
| Total                           | 2 563 | 100   |
| Inscrits/Participation          | 3 203 | 80,02 |
| Source: Démocratie Directe (de) |       |       |